# Ácido sulfanílico
El ácido sulfanílico(Ácido 4-aminobencensulfónico o ácido para-aminobenzeno sulfónico o Ácido anilin-4-sulfónico) (masa molecular: 173,2) es un sólido cristalino incoloro, inodoro que tiende a tener un aspecto grisáceo debido a la oxidación del aire derivado de la sulfonación de la anilina en su forma ácida, de fórmula C6H7NO3S. 
Se prepara calentando anilina con ácido sulfúrico a una temperatura de 190 °C durante varias horas; se forma primeramente sulfato ácido de anilina, después pierde agua con lo que se obtiene la formación del ácido fenilsulfámico que posteriormente se reordena a ácido sulfanílico.

## Síntesis
El ácido sulfanílico puede ser sintetizado por sulfonación de la anilina:

## Características
El ácido sulfanílico es peligroso cuando se calienta pues forma gases tóxicos, liberando óxidos de nitrógeno y azufre, reacciona fuertemente con oxidantes y forma sales fácilmente con las bases, puede perder el ion hidrógeno del grupo sulfónico. La sustancia tiene una temperatura de fusión de 288 °C, una densidad de 1,485 kg/L a 20 °C y es poco soluble en agua (1 g por 100 mL de Agua a 20 °C). La inhalación provoca irritaciones en las membrana mucosas y tracto respiratorio, el contacto con la piel puede causar inflamación o ligero dolor, el contacto con los ojos provoca irritación, enrojecimiento e inflamación por contacto, la ingestión es poco nociva, es de baja toxicidad, grandes cantidades pueden producir náusea y vómitos; con una DL50= 12,3 g/kg en ratas.

## Aplicaciones
El ácido sulfanílico es un reactivo intermediario para la preparación de colorantes como el indicador anaranjado de metilo o para la síntesis de sulfanilamida, también se utiliza en la reacción de Griess (análisis de nitratos) y otro tipo de reacciones analíticas.